# Pasul Bogata
Pasul Bogata este o trecătoare în Carpații Orientali situată în zona centrală a Munților Perșani la altitudinea de 680 m (692 m după o altă sursă), în Șaua Bogata, fiind unul dintre pasurile care fac legătura între Podișul Transilvaniei și Țara Bârsei (Depresiunea Brașovului).
Se află situat între vârfurile Dealul cel Mare (886 m) – aflat la sud-vest și Dealul Alb (862 m) – aflat la nord-est. Este traversat de DN 13 (E60), pe porțiunea aflată între Măieruș și Hoghiz. Acesta urcă dinspre est pe valea Măierușului și coboară spre nord-vest pe valea Bogatei, asigurând tranzitul între Brașov și Sighișoara.
Spre sud se găsește Pasul Perșani, iar spre nord Pasul Racoș.

## Obiective de interes situate în apropiere
- Pădura Bogății[1] (sit de importanță comunitară)
- Hoghiz: Microcanionul în bazalt,[7] Biserica reformată, castelele Haller, Kalnoky și Guthman - Valenta[8]
- Măieruș: Biserica evanghelică fortificată, Biserica ortodoxă „Adormirea Maicii Domnului”[8]